# Бот, Якоб
Якоб Бот (нидерл. Jacob Boot, 1 марта 1903 — 14 июня 1986) — нидерландский легкоатлет, призёр Олимпийских игр.

## Биография
Родился в 1903 году в деревне Вормервер общины Занстад. В 1923 году стал чемпионом Нидерландов по прыжкам в длину. В 1924 году повторил это достижение, а на Олимпийских играх в Париже стал бронзовым медалистом в эстафете 4×100 м, и занял 8-е место в прыжках в длину. В 1928 году принял участие в состязаниях в эстафете 4×100 м на Олимпийских играх в Амстердаме, но не завоевал медалей. В 1932 и 1933 годах вновь становился чемпионом Нидерландов по прыжкам в длину.